# Aldebaran (robotique)
Pour les articles homonymes, voir Aldebaran.
Aldebaran (autrefois Aldebaran Robotics puis SoftBank Robotics Europe avant de récupérer son premier nom) est une entreprise française de robotique parmi les leaders mondiaux dans le domaine de la robotique humanoïde, notamment dans la sphère professionnelle,.
L'entreprise, d'origine française, a développé plusieurs modèles de robots, dont notamment les humanoïdes NAO, Romeo et Pepper, puis par la suite le robot de service roulant Plato. Cette « famille de robots » présente plusieurs objectifs : NAO est tourné vers la programmation, l'enseignement et la recherche, Romeo est destiné à l'aide aux personnes et Pepper aux relations clients ou usagers.
Selon la communication officielle, la vision de la société est centrée sur la volonté de fabriquer des robots pour le bien des hommes, avec comme objectif final de commercialiser ses robots au grand public en tant que « nouvelle espèce bienveillante à l'égard des humains ».
Au cours de l'année 2022, l'entreprise SoftBank Robotics Europe est rachetée par le groupe allemand United Robotics Group, supprimant au passage la moitié de ses 330 emplois en France. Elle récupère en septembre de la même année son premier nom, Aldebaran.
L'entreprise fait état de plusieurs exercices déficitaires, cumulant 156 millions d'euros de déficit net entre 2019 et 2022, auxquels s'ajoutent 26 millions d'euros de perte d'exploitation en 2023.
En raison de ces importantes difficultés financières, en janvier 2025 Aldebaran fait l'objet d'une procédure de sauvegarde avant d'être placée en redressement judiciaire le 17 février 2025,,. Au moins 72 licenciements découlant de cette situation sont annoncés durant l'audience au tribunal de commerce de Paris, tandis que l'entreprise cherche un repreneur,,.
Le tribunal de commerce de Paris ordonne la liquidation judiciaire d'Aldebaran le 2 juin 2025, l'obligeant à cesser toute activité et licencier ses 106 salariés restant.

## Historique

### Fondation: la période NAO (2005-2012)

Logo d'Aldebaran Robotics.

Aldebaran Robotics est créée à Paris le 8 juillet 2005 par Bruno Maisonnier ,. Nommée d'après l'étoile Aldébaran, la plus brillante de la constellation du taureau, il s'agit de la première entreprise française concevant des robots humanoïdes.
Après une année consacrée à la recherche et au développement, les douze « pionniers » de la société dévoilent en 2006 la première version achevée de leur robot NAO.
En 2008, NAO est sélectionné pour succéder à l'Aibo de Sony dans la ligue standard de la RoboCup.
En 2010, la présence remarquée sur le pavillon de la France à l'Exposition universelle de Shanghaï de vingt NAO dansants propulse la compagnie vers la célébrité. Après avoir levé en juin 2011 neuf millions d'euros pour développer de nouvelles applications d'aide à la personne pour une déclinaison de son produit, la firme rachète en octobre de la même année le lapin électronique Karotz de Mindscape, et lance en décembre sur le marché NAO Next Gen. Malgré ce dynamisme et une nette augmentation de son chiffre d'affaires, le bilan de l'entreprise ne parvient pas à s'équilibrer, avec des pertes de plusieurs millions d'euros.
En 2012, Aldebaran Robotics dévoile aux médias un prototype de son second robot, Romeo. Ce dernier, d'une hauteur d'1,40m, est une plateforme de recherche destinée à explorer des solutions d'aide à la personne.

### Rachat par Softbank et création d'une «famille de robots»
En juillet 2012, Aldebaran Robotics annonce l'acquisition de l'entreprise française Gostai, conceptrice de robots de téléprésence et de logiciels d'intelligence artificielle.

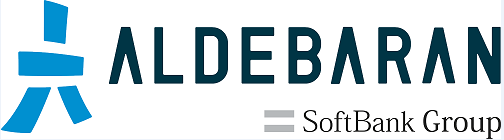
Logo Aldebaran - SoftBank Group

Le 13 mars 2012, le Financial Times annonce le rachat d'Aldebaran Robotics pour cent millions de dollars par la société japonaise SoftBank. Malgré le démenti apporté par la société, d'autres sites d'actualités relaient quand même cette rumeur. La suite démontre toutefois que ces échos étaient fondés : le 5 juin 2014 Aldebaran Robotics annonce avec SoftBank la commercialisation de Pepper au Japon, un robot humanoïde d'un mètre vingt. Aldebaran Robotics confirme par la même occasion être détenu à hauteur de 78,5 % de son capital par Softbank. C'est à cette époque que la société change de nom pour devenir simplement « Aldebaran ».
Bien qu'ayant contribué à faire changer de dimension Aldebaran Robotics, ce rachat est toutefois fortement critiqué par certains, qui accusent Softbank d'obérer l'avenir d'Aldebaran par des transferts de technologies-clés vers l'étranger et un recentrage injustifié des activités de la firme autour de Pepper. Cette dernière est quant à elle décrite comme victime d'un management peu performant qui conduirait entre autres à un important turnover.
Cependant, les nombreux partenariats industriels et de recherche d'Aldebaran , le dynamisme des A-Labs (laboratoires de recherche internes à l'entreprise en intelligence artificielle et en mécatronique) ainsi que le développement du robot Romeo, annoncé comme révolutionnaire, viennent largement tempérer ces témoignages. Par ailleurs, est lancée avec succès en 2013 l'initiative Autism Solution for Kids (ASK NAO), proposant d'après la société une « nouvelle approche pédagogique aux enseignants et aux enfants atteints d'autisme grâce à la robotique. » Enfin, Aldebaran annonce en 2014 disposer d'une communauté de quatre cents développeurs actifs, et avoir vendu au total plus de cinq mille NAO.

Logo SoftBank Robotics

En mars 2015, la société japonaise SoftBank rachète les parts du fondateur, Bruno Maisonnier, et monte ainsi à 96 % du capital d'Aldebaran. Le Japonais Fumihide Tomizawa, président de SoftBank Robotics, est nommé PDG d'Aldebaran.
En mai 2016, la société — dont l'exploitation reste déficitaire — est rebaptisée SoftBank Robotics Europe.

## Projets

### NAO

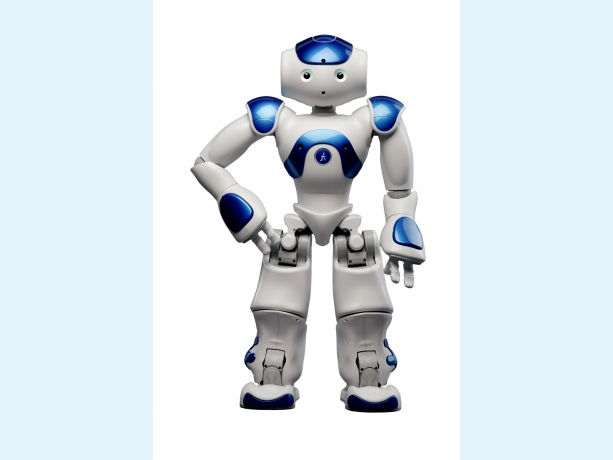
NAO Evolution

NAO est un robot humanoïde d'environ 58 cm de hauteur ayant une visée éducative et ludique, ainsi que dans le domaine de l'assistance aux personnes âgées, domaine dans lequel, selon Bruno Maisonnier, la robotique devrait prendre une place prépondérante dans les décennies à venir.
NAO a été sélectionné par la fédération internationale RoboCup comme nouvelle plateforme standard depuis l'édition 2007 de la compétition. Il succède au célèbre « chien-robot » Aibo de Sony.
Au 8 juillet 2010, 1 000 exemplaires de ce robot avaient été produits.
À la même période, de nouveaux développements dans la partie logicielle de NAO et sa présence au pavillon français de l'Exposition universelle de Shanghaï le font mieux connaître au grand public.
Aldebaran Robotics a lancé le 15 décembre 2010 le NAO Developer Program, dans le but de sélectionner environ 200 développeurs pour créer des applications pour NAO.
En mai 2011, Aldebaran Robotics a annoncé la mise à disposition d'une partie du code source permettant à NAO de fonctionner. Cette annonce a été saluée dans le monde de la robotique comme un effort supplémentaire envers la communauté des développeurs ou des particuliers voulant participer à l'avenir de la robotique humanoïde d'assistance et de loisir
En juin 2014, la société lance NAO Evolution, la 5e génération de NAO.
En juin 2018 a été lancé NAO v6 avec des capteurs de vision améliorés, un SSD pour un démarrage plus rapide et une connexion Wi-Fi plus stable.
En 2024, à l'occasion de la Robocup, Aldebaran annonce la sortie de NAO v7 pour 2025.

### Pepper

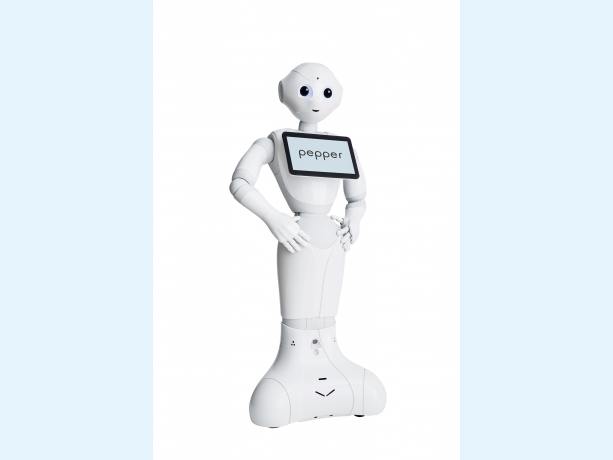
Pepper

Pepper est un robot humanoïde se voulant attachant, surprenant et surtout bienveillant. Il n’a pas été conçu pour un usage fonctionnel, mais pour devenir un véritable compagnon au quotidien. Pepper est le premier robot humanoïde capable de reconnaître les principales émotions humaines et d'adapter son comportement en fonction de l'humeur de son interlocuteur[réf. souhaitée].
Depuis juin 2015, Pepper est disponible pour les particuliers au Japon et pour les entreprises en Europe. Déjà en utilisation ou utilisé par de nombreuses entreprises[réf. souhaitée] (SoftBank, Nestlé, Renault, Carrefour, Costa, Uniqlo ...), Pepper accueille les clients, génère du trafic, fournit des informations sur les produits et services, recueille des données et divertit les visiteurs. Pepper réinvente la notion d'expérience utilisateur ou d'expérience client.
En 2019 Pepper dispose de son propre Café à Shibuya, à Tokyo, où interagit avec les clients un robot Pepper à chaque table.

### Romeo
Romeo est un projet de développement d'un robot d'assistance pour les personnes en perte d'autonomie lancé par Aldebaran Robotics, en 2009. Le projet, financé par BPI France, fait intervenir d'autres acteurs du pôle de compétitivité Cap Digital ainsi que des laboratoires et institutions en France et en Europe. Afin d'en développer l'ensemble des fonctionnalités, il est prévu que plusieurs autres projets, dont Robotex, travaillent, à partir de l'ossature, sur le développement de points particuliers tels que l'amélioration de la vision en mouvement, planification de tâches complexes, mécaniques de la marche et des déplacements

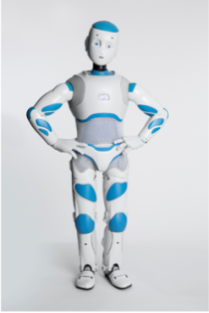
Romeo

Un premier rendu 3D du robot a été publiée par la société fin mai 2010 sur le forum officiel de la société.
En novembre 2012, Aldebaran Robotics lance le Projet ROMEO 2, regroupant 16 partenaires industriels et académiques, avec une première ébauche de prototype de 1,40m.

### Karotz

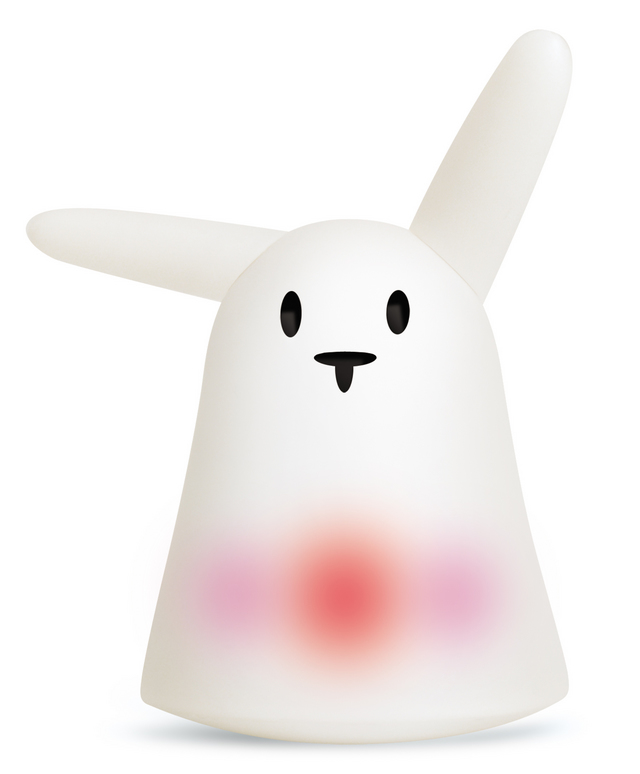
L'ancêtre de Karotz : Nabaztag, créé par Violet

Le Karotz est un objet représentant un lapin et intégrant un ordinateur pouvant se connecter à Internet grâce à un réseau Wi-Fi. La société Violet ayant été achetée par Mindscape, elle-même rachetée par Aldebaran Robotics en octobre 2011 après sa mise en liquidation judiciaire. Par suite, SoftBank Robotics détient les droits d'exploitation et les brevets de ce produit.

### Plato
Le robot plato est conçu initialement pour les professionnels de l'hôtellerie et de la restauration.

## Organisation

### Équipe de direction actuelle
| Fonction          | Nom                 |
| ----------------- | ------------------- |
| Président         | Thomas Linkenheil   |
| Directeur Général | Jean-Marc Bollmann, |

### Structure de l'entreprise
SoftBank Robotics est détenue à hauteur de 96 % par le groupe japonais SoftBank et regroupe plus de 500 employés avec des bureaux à Paris, Tokyo, San Francisco, Boston et Shanghai. Toute la R&D (Recherche & Développement) est basée dans la filiale parisienne qui représente, à elle seule, environ 400 employés.[réf. nécessaire]